# Metallo (album)
Metallo è il nono album del gruppo musicale I Cugini di Campagna. Si tratta del loro ultimo lavoro pubblicato dall'etichetta Pull e distribuito dalla Fonit Cetra nel 1981.

## Tracce

### Lato A
1. Metallo (Michetti/Brandi)
2. Presto finirà (Michetti)
3. Domenica di Pasqua (Michetti/Brandi/Manners)
4. Floridia (Michetti)

### Lato B
1. No tu no (Michetti/Manners)
2. Valeria (Michetti/Manners)
3. Poche lire (Michetti/Brandi)
4. Nel mio mondo (Michetti/Brandi)
5. Figlia di Mary (Michetti/Manners)

## Formazione
- Paul Manners - Voce solista e chitarre
- Ivano Michetti - Voce e bassi
- Silvano Michetti - Voce e percussioni
- Giorgio Brandi - Voce e tastiere